# Nepomuceno
Nepomuceno é um município brasileiro do estado de Minas Gerais. Está localizado na Região Geográfica Imediata de Lavras, com cerca de 20 145 habitantes.
O município de Nepomuceno tem uma área de 582,553 km². A população recenseada em 2022 foi de 25 018 habitantes.

## História
No final do século XVIII, Mateus Luís Garcia estabeleceu morada num lugar da Freguesia de Santa Anna das Lavras do Funil, termo da Vila de São João del Rey, Comarca do Rio das Mortes, na Capitania de Minas Gerais, onde criou uma fazenda denominada da "Mata do Rio Grande" (da qual posteriormente recebeu carta de sesmaria, a 15 de Outubro de 1784).
Próximo à sede da fazenda dos Garcia foi erigida uma ermida dedicada a São João Nepomuceno, onde, a 6 de Março de 1776  (segundo Ricardo G. Daunt) ou a 19 de Março de 1780 (segundo a Enciclopédia dos Municípios Brasileiros, Jurandyr Pires Ferreira), foi celebrada, pelo padre José Alves Preto, a primeira missa e realizado o primeiro batizado.
Em 1803 Mateus Luís Garcia foi nomeado capitão do Distrito de Ordenanças de São João Nepomuceno, para substituir o anterior, o Capitão João da Silva Ribeiro, que havia se ausentado.
Em 1831, a lei de 18 de Agosto extinguiu os corpos de milícias, guardas municipais e ordenanças, criando, em seu lugar, as guardas nacionais  e em 13 de Outubro, por decreto da Regência, em Nome do Imperador Dom Pedro II, a povoação de Lavras do Funil ficou criada vila, compreendendo no seu termo as freguesias de Santa Anna de Lavras, e a das Dores do Pântano (atual Boa Esperança). Com isso, o distrito de São João Nepomuceno deixou de fazer parte do termo da Vila de São João del Rey. Na relação dos habitantes datada de 16 de Dezembro de 1831, João Antônio Gomes figura como juiz de paz suplente do distrito da capela de São João Nepomuceno.
Em 7 de Abril de 1841, a Lei n° 209 da Província de Minas Gerais decretou que ficava elevado a paróquia o curato e São João Nepomuceno, criando assim uma nova freguesia (no âmbito civil) desmembrada da freguesia de Lavras.  O decreto porém foi sancionado sem conhecimento da autoridade diocesana, levando à demora da aquiescência pela parte eclesiática, que só veio a declarar a paróquia em 17 de Maio de 1843.
Após proclamação da República em 15 de Novembro de 1889, a Freguesia, enquanto circunscrição civil, deixou de existir. A partir de então, a composição dos municípios brasileiros passou a ser descrita não mais segundo um conjunto de freguesias, mas diretamente de distritos de paz.
Em 30 de Agosto de 1911, a Lei Estadual nº 556, que dispunha sobre a organização territorial do estado de Minas Gerais criou o Município de Villa Nepomuceno, formado exclusivamente do Distrito de São João Nepomuceno, desmembrando-o do município de Lavras. A mesma lei fez com que o arraial de São João Nepomuceno adquirisse categoria de vila. Por já haver no estado uma cidade e município com o nome "de São João Nepomuceno", e por já serem naquela época os municípios nomeados, via de regra, com o mesmo nome de seus povoados sede, o até então arraial teve seu nome alterado, passando a ser referido oficialmente como "Villa Nepomuceno".    
Em 18 de Setembro de 1915 a Lei nº 663 do Estado de Minas Gerais elevou o município de Vila Nepomuceno a termo judiciário, pertecente à Comarca de Lavras.
Em 7 de setembro de 1923, a Lei Estadual nº. 843, que dispunha sobre a divisão administrativa do estado de Minas Gerais, mudou o nome de diversos municípios do estado e de suas respectivas sedes. Pela referida lei, Villa Nepomuceno teve seu nome alterado para Nepomuceno.
A Lei nº 893, de 10 de setembro de 1925 determinou que ficariam elevadas à categoria de cidade as vilas em que se instalassem termos judiciários. Por já ser a vila de Nepomuceno sede de termo desde 1915, Nepomuceno tem, pelo menos desde a referida lei, a categoria de cidade.

## Geografia
A área urbanizada do município é de de 4,42 km².
A cidade encontra-se à 11 km da BR-381, a rodovia Fernão Dias, estando desta forma ligado, por rodovias, com as principais capitais do país e cidades vizinhas. Fica a 238 km da capital do estado, Belo Horizonte.
Por ferrovia, o município é cortado pelo ramal de Três Corações da antiga Rede Mineira de Viação, ligando-o às cidades de Lavras e Três Corações e estando. O ramal está atualmente concedido à Ferrovia Centro Atlântica para o transporte de cargas, porém encontra-se sem uso e em situação de abandono desde 2011.
Com base no censo realizado em 2010, pode-se afirmar que sua população naquele ano era de 25 733 habitantes.

## Educação
No município há várias escolas para o ensino básico e fundamental. Para o ensino médio conta com uma escola pública  estadual e um campus do CEFET-MG com ensino médio gratuito, ensino técnico e curso superior em Engenharia Elétrica.